# 1985
1985（千九百八十五、せんきゅうひゃくはちじゅうご）は、自然数また整数において、1984の次で1986の前の数である。

## 性質
- 1985は合成数であり、約数は 1, 5, 397, 1985 である。
  - 約数の和は2388。
- 575番目の半素数である。1つ前は1983、次は1991。
- 各位の和が23になる35番目の数である。1つ前は1976、次は1994。
- 62番目のプロス数である。1つ前は1921、次は2049。
1985 = 31 × 26 + 1
- 1985 = 72 + 442 = 312 + 322
  - 異なる2つの平方数の和で表せる565番目の数である。1つ前は1973、次は1989。(オンライン整数列大辞典の数列 A004431)
  - 2つの平方数の和2通りで表せる142番目の数である。1つ前は1972、次は1989。
  - 1985 = 312 + 322
    - n = 31 のときの n2 + (n+ 1)2 の値とみたとき1つ前は1861、次は2113。
- 1985 = 16 + 26 + 36/70 + 71 + 72 + 73 × 103

## その他 1985 に関連すること
- 『1985』は、小田和正のシングル。
- 『1985』は、THE BLUE HEARTSの曲。
- 『1985』は、マニック・ストリート・プリーチャーズの曲（収録はアルバム『Lifeblood』）。
- 『1985』(1985) は、ボウリング・フォー・スープのシングル。
- 西暦1985年